# Pete Domenici
Pietro Vichi "Pete" Domenici, född 7 maj 1932 i Albuquerque i New Mexico, död 13 september 2017 i Albuquerque, var en amerikansk republikansk politiker. Han var ledamot av USA:s senat från delstaten New Mexico från 3 januari 1973 fram till 3 januari 2009. Från 2022 är Domenici den siste republikanen som valts in i senaten från New Mexico.

## Biografi
Fadern Cherubino Domenici var född i Sorbara i Emilia-Romagna i Italien, och även modern Alda Vichi hade italienskt påbrå. Domenici var katolik.
Han avlade 1954 examen i pedagogik vid University of New Mexico. Han undervisade matematik i Albuquerque och avlade sedan 1958 juristexamen vid University of Denver. Därefter arbetade han som advokat i Albuquerque.
Han förlorade 1970 års guvernörsval i New Mexico mot demokraten Bruce King. Två år senare lyckades han bli invald i USA:s senat. Han besegrade då demokraten Jack Daniels med 54 % mot Daniels 46 %. Domenici omvaldes 1978, 1984, 1990, 1996 och 2002. Han valde att inte ställa upp för omval 2008 på grund av att han led av frontallobsdemens.

## Privatliv
Pete Domenici gifte sig med Nancy Burk och paret fick åtta barn: Lisa, Peter, Nella, Clare, David, Nanette samt tvillingarna Paula och Helen.
Under 1970-talet fick Domenici sonen Adam Laxalt med Michelle Laxalt, dotter till Domenicis dåvarande kollega i senaten, Paul Laxalt; detta faktum hade hållits hemligt fram till 2013. Adam Laxalt valdes till justitieminister av Nevada år 2014.